# Luís Miguel Rocha
Pour les articles homonymes, voir Rocha (homonymie).
Œuvres principales
- Série Complots au Vatican

Luís Miguel Rocha, né en février 1976 à Porto, au Portugal, et mort le 26 mars 2015 à Mazarefes (pt), est un écrivain portugais, auteur de thrillers se déroulant dans le milieu ecclésiastique du Vatican.

## Biographie
Il passe son enfance et sa jeunesse à Viana do Castelo. Après des études à la Faculté des Lettres de l'Université de Porto, il amorce sa vie professionnelle à la chaîne de télévision portugaise TVI, où il supervise la traduction de scripts anglais pour les producteurs nationaux. Il se rend ensuite en Grande-Bretagne et travaille pour plusieurs chaînes de télévision. 
En parallèle à ses activités télévisuelles, il commence à écrire et obtient son premier gros succès en 2006 avec son roman Le Dernier Pape (O Último Papa), où il expose une théorie sur la mort mystérieuse d’Albino Luciani, le pape Jean-Paul Ier, impliquant la loge maçonnique italienne Propaganda Due. Ce roman inaugure la série policière des Complots au Vatican.
Il meurt des suites d'un cancer en 2015.
Après la mort de l'auteur, son éditeur fait paraître Curiosidades do Vaticano (2016), un recueil de 71 courts textes documentaires sur le Vatican.

## Œuvre

### Romans

#### SérieComplots au Vatican
1. O Último Papa (2006) Publié en français sous le titre Le Dernier Pape, traduit par Vincent Gorse, La Tour-d'Aigues, L'Aube, coll. « L'aube noire », 2015  (ISBN 978-2-8159-0837-5) ; réédition, Paris, Gallimard, coll. « Folio policier » no 797, 2016 (ISBN 978-2-07-046868-3)
2. Bala Santa (2007) Publié en français sous le titre La Balle sainte, traduit par Vincent Gorse, La Tour-d'Aigues, L'Aube, coll. « L'aube noire », 2015  (ISBN 978-2-8159-1231-0) ; réédition, Paris, Gallimard, coll. « Folio policier » no 833, 2017 (ISBN 978-2-07-046867-6)
3. A Mentira Sagrada (2011) Publié en français sous le titre Le Mensonge sacré, traduit par Vincent Gorse, La Tour-d'Aigues, L'Aube, coll. « L'aube noire », 2016  (ISBN 978-2-8159-1234-1)
4. A Filha do Papa (2013)Publié en français sous le titre La fille du pape, traduit par Vincent Gorse, La Tour-d'Aigues, L'Aube, coll. « L'aube noire », 2017  (ISBN 978-2-8159-4058-0)

#### Autres romans
- (pt) Um País Encantado, 2005
- (pt) A Virgem, 2009

### Autre publication
- (pt) Curiosidades do Vaticano, 2016 (publication posthume)